# Agganciamento automatico

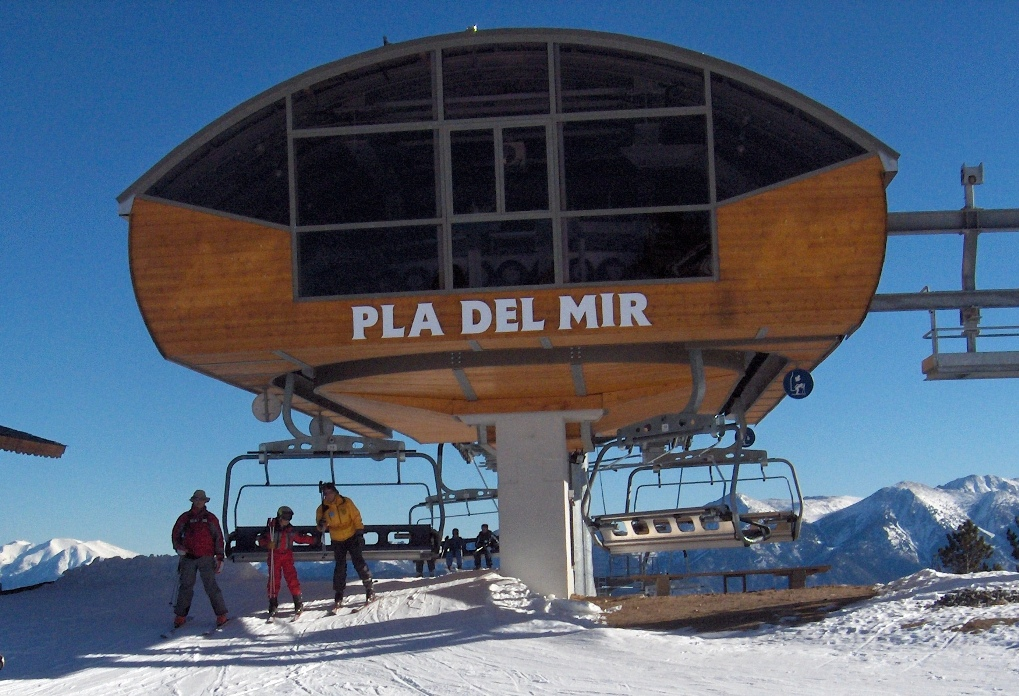
La stazione d'arrivo di una seggiovia ad agganciamento automatico. Sulla destra si vede il binario che porta al deposito delle seggiole

L'agganciamento (o ammorsamento) automatico è una tecnologia sviluppata nel settore del trasporto a fune per rendere più rapido ed efficace il trasporto di persone e merci, in particolare nelle cabinovie (dove è quasi universalmente impiegata) e nelle seggiovie in alternativa alla tecnologia a morse fisse.

## Descrizione
Il sistema permette lo sganciamento dalla fune traente all'ingresso in stazione dei veicoli (seggiole, cabine ecc.) che vengono così convogliati su un circuito separato, solitamente un binario, dove vengono rallentati ed eventualmente fermati. In tale maniera vengono notevolmente facilitate la salita e la discesa dei viaggiatori o delle merci. Nel caso delle seggiovie, alla stazione di partenza viene inoltre frequentemente posto un tappeto mobile tramite il quale i passeggeri vengono portati nel punto esatto ove effettuare la salita sull'impianto, velocizzando ulteriormente l'operazione. Rispetto agli impianti a morse fisse vengono evitati il rallentamento dell'intero anello trattivo ovvero una bassa velocità costante dello stesso.
Risulta inoltre possibile inserire in linea un numero variabile di vetture, a seconda delle richieste di capacità periodica o momentanea. Inoltre a fine giornata i veicoli possono essere rimossi facilmente dal percorso e immessi in un deposito, cosa impossibile nel caso di morse fisse poiché sarebbe necessaria una lunga operazione manuale per staccare tutte le vetture dal cavo. Ciò permette di preservare più a lungo i veicoli ed evitare potenziali problemi in caso di vento o di precipitazioni, dato che rimane esposta solo la fune senza alcun carico. Inoltre, in caso di nevicate, la fune può essere fatta girare scarica in modo da ridurre gli accumuli di neve e la formazione di ghiaccio sulla stessa e sulle ruote dei sostegni intermedi.

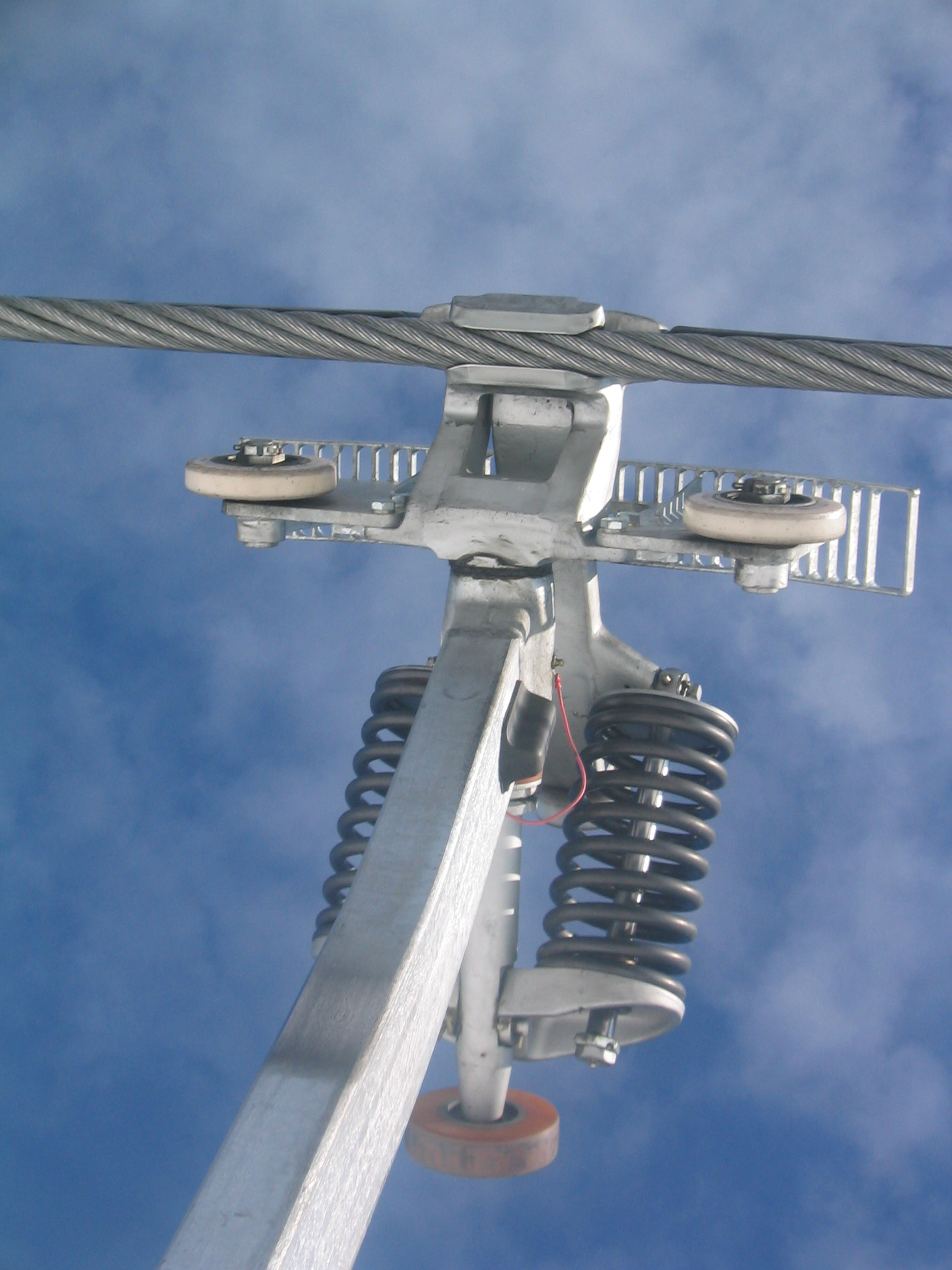
Vista dal basso di una morsa apribile. Il disco rosso viene azionato in stazione per aprire la morsa, normalmente tenuta serrata sulla fune dalle due molle. In stazione il veicolo, una volta svincolato dalla fune, si appoggia con le due ruote bianche su un'apposita guida

I vantaggi sono evidenti: oltre ad agevolare i movimenti degli utenti viene abbreviata la durata della corsa. 
In genere la velocità in linea può arrivare a 6-7 metri al secondo, quindi di poco inferiore a quella di una funivia. In Italia il Decreto Dirigenziale MIT n.172 del 18/06/2021 fissa in 6 m/s la velocità massima per le cabinovie ed in 5 m/s quella per le seggiovie ad ammorsamento automatico (ridotta rispettivamente a 0,5 m/s e a 1,3 m/s in stazione), mentre le seggiovie a morse fisse non possono superare i 2,5 m/s. Dal momento che la durata della risalita risulta sostanzialmente dimezzata, in molti comprensori sciistici si è favorita la sostituzione di seggiovie costruite con la vecchia tecnologia.
D'altra parte, contrariamente a quello che si potrebbe immaginare, non è sempre vero che una seggiovia ad ammorsamento automatico presenti una portata oraria superiore a quella di un analogo impianto a morse fisse: il succitato decreto prevede specifici intervalli temporali minimi tra il passaggio di un veicolo ed il successivo per ogni tipologia d'impianto, influendo sulla determinazione della portata oraria.
Ad esempio, per una seggiovia a 2 posti l'intervallo minimo consentito è di 5 secondi, sia con la tecnologia a morse fisse ("collegamento permanente" nel testo del decreto) che con quella ad agganciamento automatico ("collegamento temporaneo"): pertanto la portata oraria risulta la stessa, anche se il secondo impianto è caratterizzato da una maggiore velocità in linea.
Vero è che la maggior facilità d'imbarco, effettuato a velocità ridotta, consente di incrementare la capienza delle seggiole (esistono seggiovie a 6 o addirittura 8 posti) aumentando di conseguenza la portata oraria rispetto alla tecnologia a morse fisse, che limita a 2, 3 o al massimo 4 il numero di posti per seggiola.
La prima realizzazione risale agli anni '50 - sviluppata e applicata dal costruttore italiano Carlevaro & Savio sulla telecabina biposto Alagna-Belvedere - ma solo dagli anni '80 ha trovato più ampia applicazione, soprattutto da parte di ditte come l'Agamatic (che prende proprio da qui il suo nome) e la Leitner.
Accanto all'ammorsamento automatico si sono inoltre sviluppati sistemi automatici di controllo e comando degli impianti che aumentano la sicurezza e l'individuazione degli inconvenienti. Gli impianti moderni riescono ad esempio a rallentare autonomamente in caso di condizioni sfavorevoli, come vento forte o grande affluenza.

## Portata oraria
La portata oraria P si ottiene da
{\displaystyle \mathrm {P[persone/ora]=3600\ {\frac {Np}{T[s]}}=3600\ {\frac {Np\ \,v[m/s]}{d[m]}}} }
dove
- Np: numero di posti su ciascun veicolo (seggiola, cabina, ecc.)
- T: intervallo temporale intercorrente tra il passaggio di un veicolo ed il successivo
- v: velocità in linea (ovvero velocità della fune traente)
- d: distanza spaziale tra un veicolo ed il successivo